# Gilles De Coster
Gilles De Coster (Wilrijk, 17 november 1980) is een Belgisch televisiepresentator en gewezen radiopresentator.

## Carrière
Hij studeerde humane wetenschappen aan het BimSem in Mechelen, daarna communicatiebeheer aan de Antwerpse Plantijn Hogeschool en aansluitend een jaar journalistiek aan de VLEKHO in Brussel. Hij heeft één jaar rechten geprobeerd aan de Universiteit Antwerpen maar vertoefde niet vaak in de les. 
Tot 2012 trad hij op als presentator van het populaire ochtendprogramma op Radio 1 De ochtend sinds september 2007, naast onder anderen Lisbeth Imbo en Annelies Beck. Daarvoor was hij sinds juli 2005 reporter voor Voor de dag en tijdens de Tour de France was hij al meermaals het anker van Sporza Tour, ook op Radio 1. In 2012 verliet hij de VRT en trok naar Woestijnvis, waar hij redacteur en programmamaker was. In de zomer van 2018 keerde hij tijdelijk terug naar de VRT. Hij presenteerde er in juli op Radio 1 Sporza Tour, samen met Gert Geens.

### Televisie
Sinds 17 september 2012 is hij actief bij de televisiezender VIER. Hij begon als medepresentator van De Kruitfabriek.
Hij won op 31 oktober 2013 het elfde seizoen van De Slimste Mens ter Wereld op de zender VIER. Hij nam het in de finale op tegen Jelle Cleymans. De vraag 'wat weet je over Cate Blanchett?' bezorgde hem de overwinning. 
In november - december 2013 presenteerde hij Het Jaaroverzicht Live. Daarnaast spreekt hij sinds 2014 de stem van het programma Topdokters in. In het najaar van 2015 presenteerde hij samen met Karen Damen de actualiteitstalkshow Karen en De Coster. 
Sinds 2016 presenteert hij De Mol op VIER. Sinds juli 2017 presenteert hij samen met Bart Raes het voetbalprogramma Sports Late Night, dat tegelijk op de zender Vier en op PlaySports van Telenet wordt uitgezonden. Dit programma brengt hoofdzakelijk wedstrijdverslagen uit de Jupiler Pro League.
Voor Canvas maakte hij een aantal programma's in dezelfde stijl en setting:  Strafpleiters, (2017), Misdaaddokters (2019), Strafrechters (2021), Sekswerkers (2022), Oorlogsreporters (2024) waarin hij met zijn gasten uitgebreide een-op-eengesprekken voerde.
In het najaar van 2022 nam hij deel aan De Allerslimste Mens ter Wereld.

## Persoonlijk
Gilles De Coster is de broer van acteur Yannick De Coster, en van ondernemer/ex-model Laurent De Coster. Hij had van 2007 tot 2017 een relatie met radio- en televisiepresentatrice Linde Merckpoel. Sinds 31 december 2021 is hij getrouwd met criminologe Florianne Demaeght.
Op 6 maart 2025 kregen Gilles en zijn vrouw een dochter.